# Marcel Lüske
Marcel „The Flying Dutchman“ Lüske (* 20. März 1953 in Amsterdam) ist ein professioneller niederländischer Pokerspieler. Seine Markenzeichen sind eine umgedrehte Sonnenbrille und modische Anzüge.

## Persönliches
Lüske arbeitete bis 2003 als Kaufmann und widmete sich fortan ausschließlich dem Pokerspiel. Er hat einen schwarzen Gürtel in Karate. Der Niederländer ist verheiratet und hat zwei Kinder.

## Pokerkarriere

### Werdegang
Lüske lernte das Pokerspiel in kleineren Cafés in Amsterdam, wo er schnell kleinere Erfolge verzeichnen konnte. Er war zu Beginn der Karrieren von David Williams, Noah Boeken und Kirill Gerassimow deren Mentor.
2003 belegte Lüske beim Main Event der World Series of Poker (WSOP) in Binion’s Horseshoe in Las Vegas den 14. Platz, 2004 wurde er Zehnter. Er gewann bei der WSOP zwar bisher kein Bracelet, zeigte aber dennoch beeindruckende Leistungen, die häufig durch gute Platzierungen und große Geldpreise honoriert wurden. 2001 und 2004 wurde Lüske jeweils als Europas Spieler des Jahres mit einem European Poker Award ausgezeichnet.
Insgesamt hat sich Lüske mit Poker bei Live-Turnieren mehr als 5 Millionen US-Dollar erspielt. Seinen Spitzname „The Flying Dutchman“ (deutsch Der fliegende Holländer) verdankt er zum einen der Tatsache, dass er viel um die Welt reist, um Poker zu spielen, zum anderen der Tatsache, dass die Airline KLM, mit der er zu den Turnieren anreist, einen Club für Vielflieger mit dem Namen „The Flying Dutchman“ eingerichtet hat. Lüske war Markenbotschafter der Onlinepoker-Plattform partypoker und spielte dort unter dem Nickname Marcel-luske.

### Spielweise
Lüske galt während seiner Hochphase als einer der besten Spieler der Welt und erregte Aufsehen dank seiner Fähigkeit, die Handstärke seiner Gegner sehr gut lesen zu können. So stieg er während der WSOP 2004 aus einem großen Pot aus, als er korrekterweise vermutete, dass sein Gegner zwei Könige hielt. Der Niederländer ist bekannt dafür, gezielt den Tisch durch Einlagen wie Singen, Grimassen und Ähnlichem auszukundschaften und diesen Vorteil für sich zu verwenden. Gleichzeitig legt Lüske dennoch Wert auf die Einhaltung der Etikette und wird von vielen Spielern als freundlich und abgeklärt bezeichnet, der sich im Gegensatz zu anderen, aggressiveren Spielern nicht zu Beleidigungen hinreißen lässt.